# Fëdor II di Russia
Fëdor II Borisovič Godunov (in russo Фёдор II Борисович Годунов?; Mosca, 1589 – Mosca, 20 giugno 1605), figlio di Boris Godunov, fu zar di Russia nel 1605. A causa delle condizioni sfavorevoli presenti al momento della salita al trono, il suo regno durò solo 2 mesi.

## Biografia
A soli sedici anni succede al padre Boris Godunov, morto improvvisamente. 
Molti dei boiardi che avevano sostenuto il padre non sono però disposti ad appoggiare il ragazzo, senza alcuna esperienza di comando, e si schierano dalla parte del Falso Dimitri I, in marcia verso Mosca. Così, dopo appena due mesi e mezzo di regno, nel giugno 1605 viene detronizzato a favore del Falso Dimitri I. Fëdor II e la madre Maria Skuratova-Belskaja vennero uccisi poco tempo dopo.